# Sekuelen
Sekuelen is een bestuurslaag in het regentschap Gayo Lues van de provincie Atjeh, Indonesië. Sekuelen telt 451 inwoners (volkstelling 2010).